# Късна есен
„Късна есен“ (на японски: 秋日和) е японски филм от 1960 година, семейна драма на режисьора Ясуджиро Озу по негов сценарий в съавторство с Кого Нода, базиран на едноименния роман на Тон Сатоми.
В центъра на сюжета са опитите на трима мъже да намерят съпруг за дъщерята на свой починал приятел и нейното нежелание да се омъжва, за да може да се грижи за майка си. Главните роли се изпълняват от Сецуко Хара, Йоко Цукаса, Марико Окада, Шин Сабури, Рюджи Кита.